# Mesterházy Attila
Mesterházy Attila Csaba (Pécs, 1974. január 30. –) magyar politikus, sportvezető, 2004-től 2022-ig országgyűlési képviselő. 2009-ben a Magyar Szocialista Párt (MSZP) alelnökévé választották, majd pedig a párt miniszterelnök-jelöltjeként indult a 2010-es országgyűlési választáson. 2009-től 2014-ig az MSZP frakcióvezetője, 2010 júliusa és 2014 májusa között az MSZP elnöke volt. 2023-ban megalapította a Szocialisták és Demokraták nevű baloldali pártot.
Nős, egy fiú- és egy lánygyermek édesapja.

## Tanulmányai
1980-től 1988-ig a veszprémi Hriszto Botev Általános Iskolába, majd 1988 és 1992 között a Lovassy László Gimnáziumba járt. 1992-től a Budapesti Közgazdaságtudományi Egyetem hallgatója, ahol 1995-ben általános közgazdasági szakon közgazdasági záróvizsgát tett. 1997-ben diplomázott nemzetközi kapcsolatok főszakirányon, Európa, illetve Európa-tanulmányok II. mellékszakirányon. 1997 szeptemberétől a BKE Nemzetközi Kapcsolatok PhD-programjának ösztöndíjasa Európai Unió szakosodással, ahol a kutatási területe Az EU regionális és támogatási politikája volt. 1999. január 12-én summa cum laude minősítéssel tette le a doktori szigorlatot a Budapesti Közgazdasági és Államigazgatási Egyetemen. 2004-től doktorandusz hallgató a Testnevelési Egyetem doktori képzésén. Felsőfokú angol és spanyol nyelvtudással rendelkezik.

## Munkahelyei
1997 szeptemberétől 1998 júliusáig a Miniszterelnöki Kabinetirodában osztályvezető, 1997 szeptemberétől a BKÁE Világgazdaságtan Tanszékén tanár és vizsgáztató, 1998 decemberétől a Külkereskedelmi Főiskola Szakdiplomácia Karán Nemzetközi Politikai Kapcsolatok és Európai Politikai Integráció tárgyakból vizsgáztató, 1998. decembertől információszolgáltatással és ismeretterjesztéssel foglalkozó civil szervezetekben tevékenykedik, 1997. szeptembertől 1998 júliusáig a Miniszterelnöki Kabinetiroda osztályvezetője, európai integrációs -, hazai és nemzetközi gazdasági ügyekhez kapcsolódó szakmai háttéranyagok készítése a miniszterelnök részére, 1999. június – 2000. augusztus között a Budapesti Közgazdasági és Államigazgatási Egyetem Világgazdaságtan Tanszék Európa munkacsoportjának tanársegédje, 1999. március és 2001. március között projektigazgató a Hill and Knowlton PR- és kommunikációs cégnél, 2001 februárjától az MSZP frakció mellett működő kommunikációs munkacsoportnál külső tanácsadó, 2001. áprilistól független PR-, kommunikációs szakértő, 2001. júniustól 2002. májusig Medgyessy Péter miniszterelnök-jelölt személyes tanácsadó testületének tagja, 2002. május 27. és 2004. október 20. között a Gyermek-, Ifjúsági és Sportminisztériumban politikai államtitkár, 2004. augusztus 27-től országgyűlési képviselő, 2004. október 21-től az Ifjúsági, Családügyi, Szociális és Esélyegyenlőségi Minisztériumban politikai államtitkár ifjúságpolitika, kábítószerprevenció, esélyegyenlőség, fogyasztóvédelem, nemzeti és etnikai kisebbségi ügyek, nemzetközi kapcsolatok felelősségi területekkel. 2006. június 7-től 2009. április 19-ig az MSZP országgyűlési képviselőcsoport frakcióvezető-helyettese, 2006. június 19-től 2009. május 18-ig Külügyi és határon túli magyarok bizottságának tagja, 2007. március 7-től 2009. május 4-ig a Fogyasztóvédelmi eseti bizottság tagja. 2008. március 25-től az EU-elnökségi munkacsoport társelnöke, 2008. szeptember 29-től 2009. május 4-ig a Nabucco földgázvezeték előkészítésének és megvalósításának folyamatát segítő eseti bizottság társelnöke. 2009. április 20-tól az MSZP országgyűlési képviselőcsoport frakcióvezetője.

### Társadalmi tevékenysége
1998–2003 között az Európai Párbeszéd Alapítvány kuratóriumának tagja, 1999–2001 között a Fiatal Baloldal Országos Elnökségének, 2001 februárjában a Harmadik Hullám Platform szervező bizottságának alapító elnöke, 2002-től az MSZP országos elnökségének tagja, 2003 márciusától 2009 márciusáig az MSZP országos elnökségének tagja, 2003-tól 2010-ig az MSZP Veszprém megyei Területi Szövetségének alelnöke, 2004-től az MSZP által létrehozott Táncsics Mihály Alapítvány kuratóriumának tagja, 2005-től Sportegyesületek Országos Szövetségének elnöke. 2008-ban a NATO Parlamenti Közgyűlés Gazdasági és Biztonsági Bizottságának választott raportőre. 2009. márciustól 2010 júliusáig az MSZP alelnöke. 2009-ben az MSZP frakcióvezetőjévé választották, később ő volt a szocialista párt miniszterelnök-jelöltje a 2010-es országgyűlési választásokon, amelyen a párt ellenzékbe került. Frakcióvezetői tisztségében ennek ellenére megerősítették és többször is egyértelművé tette, hogy indulni kíván az MSZP 2010-es tisztújításán a pártelnöki címért. A szocialisták legtöbb szervezete is őt javasolta a tisztségre, 2010 júliusában pedig az MSZP elnökévé választották.
2014-ben ő volt az MSZP-Együtt-DK-PM-MLP szövetség miniszterelnök-jelöltje, egyúttal listavezetője, így ismét ő lett Orbán Viktor kihívója. A 2014-es országgyűlési és európai parlamenti választások gyenge eredménye miatt május 25-én a teljes elnökséggel együtt felajánlotta lemondását elnöki tisztéről.
2014. május 29-én lemondott az MSZP elnöki és frakcióvezetői posztjáról és nem is indult újra elnyerésükért.
A 2014-es Befolyás-barométer szerint ő volt Magyarország 68. legbefolyásosabb személye.
2018-tól a NATO a Parlamenti Közgyűlés szocialista frakciójának a vezetője. 2019 októberében a közgyűlés alelnökének választották. 2019 decemberében Madaleine Moon addigi elnök nem szerzett mandátumot az angliai parlamenti választáson, így a pozíciót nem tölthette be a továbbiakban. Az elnöki posztot Mesterházy kapta meg a 2020-as évre.
A 2021-es magyarországi ellenzéki előválasztáson az MSZP és a Párbeszéd a Veszprém megyei 1. sz. országgyűlési egyéni választókerületben indította, de alulmaradt a DK-s Csonka Balázzsal szemben. A 2022-es magyarországi országgyűlési választáson listán sem mérettette meg magát, így a választást követően 18 év után távozott az Országgyűlésből.
2023 áprilisában bejelentette kilépését a Magyar Szocialista Pártból, ezt követően Szakács Lászlóval közösen megalapította a Szocialisták és Demokraták (röviden: Szoc-Dem) nevű baloldali pártot.

## Díjai, elismerései
- Magyar Jótékonysági Díj (2010)